# Liste der National Natural Landmarks in Alaska
Die Liste der National Natural Landmarks in Alaska führt alle geologischen und ökologischen Objekte im US-amerikanischen Bundesstaat Alaska auf, die zu National Natural Landmarks erklärt wurden.

## National Natural Landmarks
|    | Name                                   | Bild | Datum der Zuerkennung | Region                             | Borough / Census Area | Beschreibung |
| -- | -------------------------------------- | ---- | --------------------- | ---------------------------------- | --------------------- | --- |
| 1  | Caldera des Mount Aniakchak            |      | 1967                  | Alaska-Halbinsel                   | Lake and Peninsula    | Der Mount Aniakchak liegt im Aniakchak National Monument and Preserve, die Caldera hat einen Durchmesser von knapp zehn Kilometern und eine Tiefe von etwa 600 m. Aus dem Kratersee, dem Surprise Lake, entspringt der Aniakchak River. |
| 2  | Arrigetch Peaks                        |      | 1968                  | Endicott Mountains                 | Yukon-Koyukuk         | Die Arrigetch Peaks liegen im Gates-of-the-Arctic-Nationalpark. Sie waren ein Orientierungspunkt der Nunamiut. Die Gruppe der Granitgipfel erhebt sich über Gletschertäler und borealen Nadelwald. Die Peaks illustrieren die Gletscheraktivität und zeigen einen abrupten Übergang von metamorphem Gestein zu Granit.                                                                   |
| 3  | Bogoslof Island                        |      | 1967                  | Aleuten                            | Aleutians West        | Die Insel ist Teil des Alaska Maritime National Wildlife Refuges. Sie ist aus mehreren vulkanischen Eruptionen entstanden. Beim bisher letzten Ausbruch 1992 entstand im Osten der Insel eine Felskuppel. Bogoslof Island ist Nistplatz für über 50.000 Seevögel und Rückzugsgebiet für den gefährdeten Stellerschen Seelöwen.                                                           |
| 4  | Clarence Rhode National Wildlife Range |      | 1968                  | Yukon-Kuskokwim-Delta              | Bethel                | Die Wildlife Range ist ein Küsten- und Hochlandbiotop mit tausenden Seen, mäandernden Flüssen und Gezeitenebenen innerhalb des Yukon Delta National Wildlife Refuges. |
| 5  | Mount Iliamna                          |      | 1976                  | Chigmit Mountains                  | Kenai Peninsula       | Der Mount Iliamna ist ein Schichtvulkan im Lake-Clark-Nationalpark. Der Großteil des Bergs ist von Schnee und Eis bedeckt. Mindestens zehn Gletscher liegen an seinen Flanken. |
| 6  | Lake George                            |      | 1967                  | Chugach Mountains                  | Anchorage             | Zum Zeitpunkt der Auszeichnung als National Natural Landmark war der Lake George der größte von einem Gletscher aufgestaute See in Nordamerika. Der Knik-Gletscher blockierte im Winter den Abfluss und ließ den Wasserstand ansteigen, im Sommer brach die Barriere und das Seewasser ergoss sich in einer großen Flutwelle in den Knik River.                                          |
| 7  | Malaspina-Gletscher                    |      | 1968                  | Eliaskette, Golf von Alaska        | Yakutat               | Der Malaspina ist der größte Vorlandgletscher in Nordamerika und einer der größten der Erde außerhalb der Polkappen. Er war ein wichtiger Orientierungspunkt für frühe Forschungsreisende in der Region. |
| 8  | McNeil River State Game Sanctuary      |      | 1968                  | Alaska-Halbinsel                   | Kenai Peninsula       | Das vom Katmai-Nationalpark umgebene Schutzgebiet beinhaltet den McNeil River, in dem viele niedrige, seichte Wasserfälle Braunbären gute Lachsfang-Gelegenheiten bieten. Die hohe Bärendichte in diesem Gebiet bietet gute Beobachtungsmöglichkeiten. |
| 9  | Mount Veniaminof                       |      | 1967                  | Alaska-Halbinsel                   | Lake and Peninsula    | Der 65 km² große Gletscher in der Caldera des Vulkans ist das größte derartige Eisfeld der Vereinigten Staaten. Er ist außerdem der einzige bekannte Gletscher auf dem Kontinent mit dem Schlot eines aktiven Vulkans in der Mitte. |
| 10 | Mount Redoubt                          |      | 1976                  | Chigmit Mountains                  | Kenai Peninsula       | Der aktive Schichtvulkan ist der zweithöchste der Vulkane auf der Alaska-Halbinsel und den Aleuten. Er liegt im Lake-Clark-Nationalpark und ist großteils von Gletschern und Eisfeldern bedeckt. |
| 11 | Mount Shishaldin                       |      | 1967                  | Aleuten                            | Aleutians East        | Der Schichtvulkan liegt im Izembek National Wildlife Refuge und ist der höchste Berg auf Unimak Island. Seine symmetrische, konische Form machte ihn zu einem markanten Orientierungspunkt in der Inselkette der Aleuten. |
| 12 | Simeonof National Wildlife Refuge      |      | 1968                  | Aleuten                            | Aleutians East        | Simeonof Island, eine Insel der Shumagin Islands, ist Teil des Alaska Maritime National Wildlife Refuge. Ihre reichen Vorkommen an Blaualgen und Seegräsern bieten Seeottern einen idealen Raum für die Aufzucht ihrer Jungen. |
| 13 | Unga Island                            |      | 1968                  | Shumagin Islands, Alaska-Halbinsel | Aleutians East        | Versteinerte Bäume an der Küste von Unga Island sind Überreste von Urwelt- und Küstenmammutbäumen, die im Tertiär von vulkanischer Asche begraben wurden. Sie sind von wissenschaftliche Bedeutung wegen ihrer Aussagekraft bezüglich der Wanderungen über die Landbrücke Beringia zwischen Asien und Nordamerika und das Klima im Aleutenbogen vor der menschlichen Besiedlung Alaskas. |
| 14 | Walker Lake                            |      | 1968                  | Gates-of-the-Arctic-Nationalpark   | Northwest Arctic      | Der Walker Lake ist ein Beispiel für das Zusammenspiel von geologische und biologische Einflüssen in einem von Gletschern gespeisten See am Übergang von borealer Zone zu Tundra. |
| 15 | Walrus Islands                         |      | 1968                  | Bristol Bay                        | Dillingham            | Die Inselgruppe ist das südlichste und mit bis zu 4000 Tieren letzte größere in den Vereinigten Staaten erhalten gebliebene Aufzuchtsgebiet von Walrossen. Das Landmark besteht aus sieben Inseln, die zusammen das Walrus Islands State Game Sanctuary bilden. |
| 16 | Worthington-Gletscher                  |      | 1968                  | Chugach Mountains                  | Valdez-Cordova        | Der Worthington-Gletscher zeigt als typischer Vertreter von Gletschern, die sich in schmalen Tälern gebildet haben, viele kennzeichnend Merkmale wie zum Beispiel Ablagerungsgebiete und Endmoränen. Er liegt teilweise in der Worthington Glacier State Recreation Site und ist einer der für Besucher am leichtesten zugänglichen Gletscher Alaskas.                                   |